# 北山駅 (宮城県)
北山駅（きたやまえき）は、宮城県仙台市青葉区北山2丁目にある、東日本旅客鉄道（JR東日本）仙山線の駅である。

## 歴史
- 1984年（昭和59年）2月1日：国見駅と同時に住民請願の通勤通学用の駅として開業、当初は無人駅[3]。
- 1986年（昭和61年）10月15日：乗車駅証明書発行機を設置[4]。
- 1987年（昭和62年）
  - 3月1日：仙台駅から駅員派遣（特改扱いだが事実上の有人化）。
  - 4月1日：国鉄分割民営化により、東日本旅客鉄道の駅となる[5]。
- 2003年（平成14年）
  - 7月10日：自動改札機を導入。
  - 7月24日：駅舎を改築。
  - 10月26日：当駅での「Suica」利用が可能となる[6]。
  - 11月1日：仙台駅管理下から北仙台駅管理下に変更。
- 2006年（平成18年）12月15日：社員配置（北仙台駅所属北山在勤）を廃止し、東北総合サービスへ業務委託。
- 2017年（平成29年）6月1日：北仙台駅業務委託化に伴い、仙台地区センター管理下となる。
- 2023年（令和5年）3月18日：快速列車が仙台・愛子間で各駅停車となり、全列車停車となる。
- 2024年（令和6年）10月1日：えきねっとQチケのサービスを開始[1][7]。

## 駅構造
単式ホーム1面1線を有する地上駅である。駅は丘の急斜面にあり、東西に長いホームの西の端に駅舎が接続し、そこに改札口がある。開業当初は無人駅で、上屋のみだったが、駅員配置により出札窓口のために事務室のみ設置され、自動改札化などで本格的に駅舎が建てられたのは開業から10年以上経ってからである。
プラットホームに勾配があり、開業当初、急行「べにばな」の間合いで運用されていた終・始発列車の気動車普通列車は停車後の再発進が困難なため、当駅（および国見駅）を通過していた。
仙台地区センターが管理し、JR東日本東北総合サービスが受託する業務委託駅である。自動券売機と自動改札機（Suica、えきねっとQチケ対応）が設置されている。
JRの特定都区市内制度における「仙台市内」の駅である。

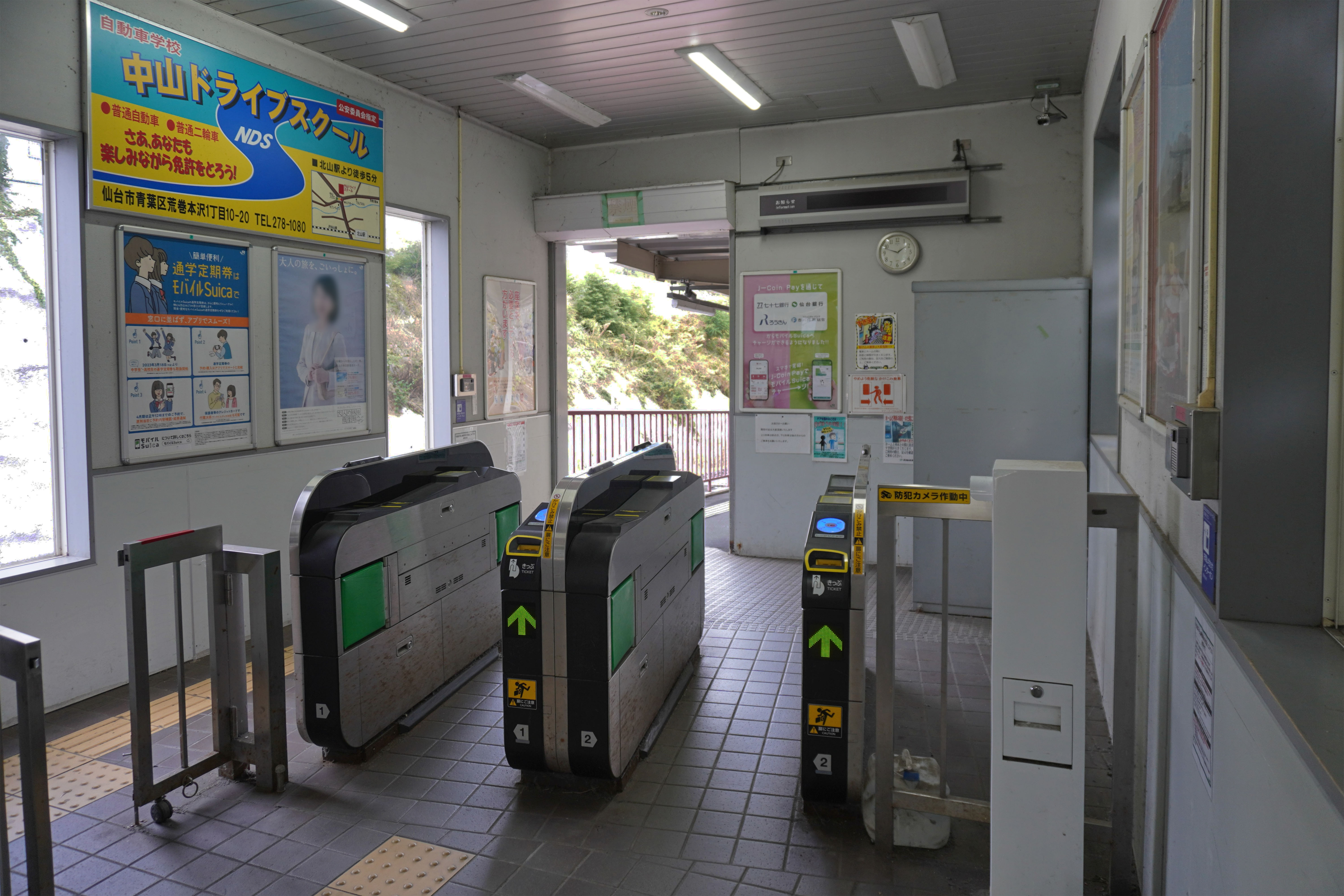
改札口（2023年9月）
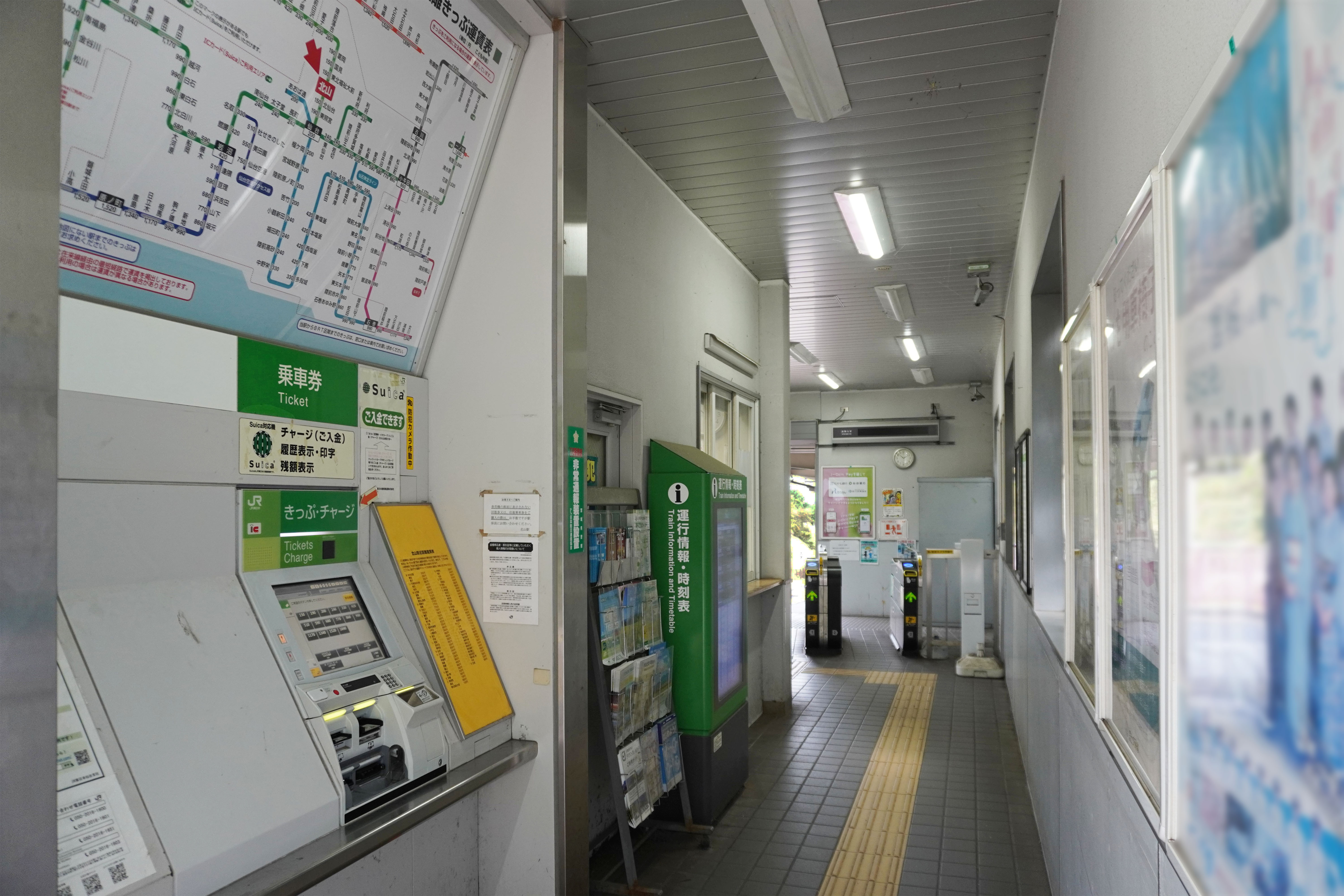
駅舎内（2023年9月）
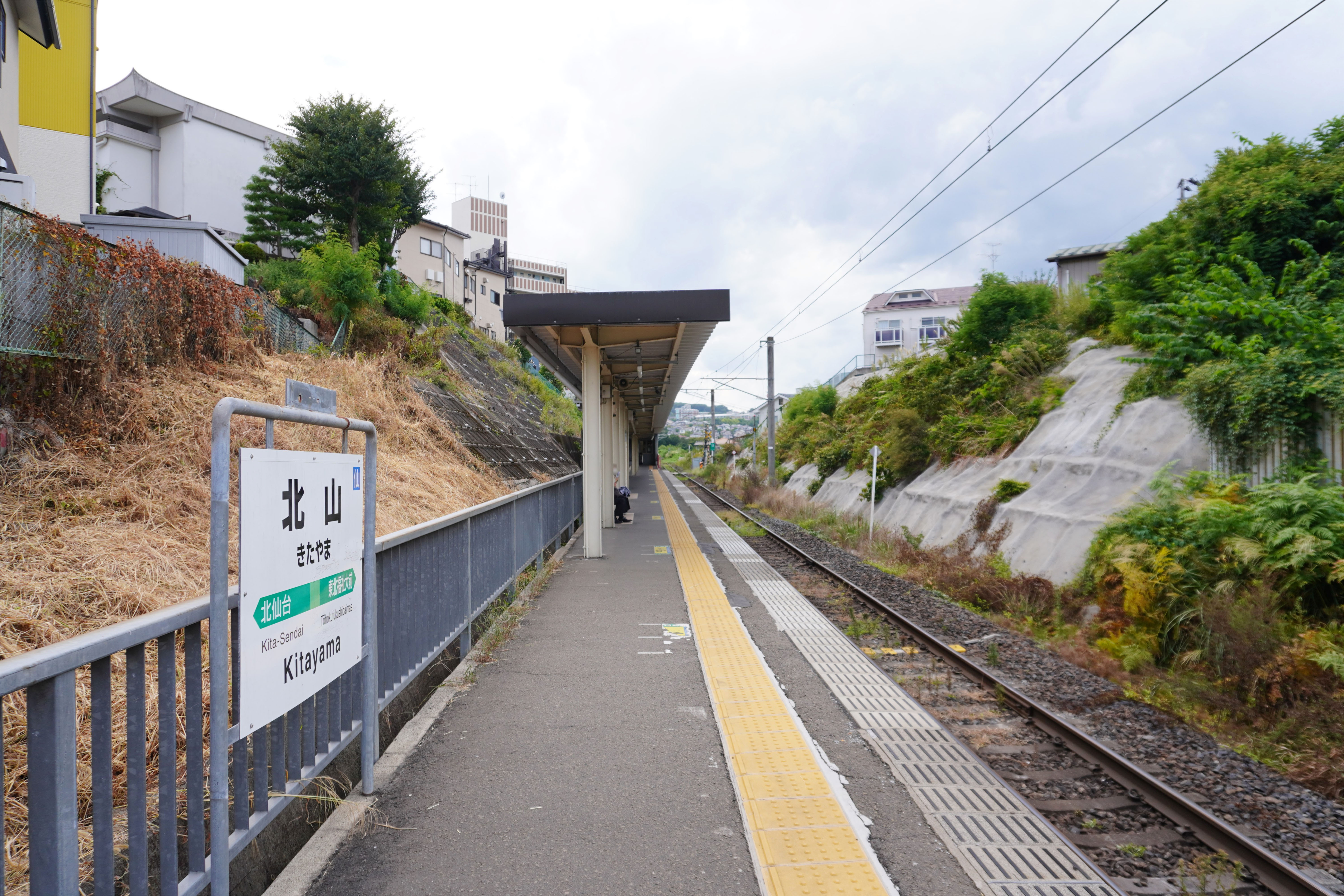
ホーム（2023年9月）

## 利用状況
JR東日本によると、2023年度（令和5年度）の1日平均乗車人員は2,316人である。
1999年度（平成11年度）以降の推移は以下のとおりである。
| 1日平均乗車人員推移 | 1日平均乗車人員推移 | 1日平均乗車人員推移 | 1日平均乗車人員推移 | 1日平均乗車人員推移 |
| 年度                | 定期外              | 定期                | 合計                | 出典                |
| ------------------- | ------------------- | ------------------- | ------------------- | ------------------- |
| 1999年（平成11年）  | 826                 | 1,271               | 2,097               | [ 市 1 ] [ 市 1 ]   |
| 2000年（平成12年）  | 832                 | 1,369               | 2,201               | [ J 2 ] [ 市 1 ]    |
| 2001年（平成13年）  | 847                 | 1,404               | 2,251               | [ J 3 ] [ 市 1 ]    |
| 2002年（平成14年）  | 898                 | 1,422               | 2,320               | [ J 4 ] [ 市 2 ]    |
| 2003年（平成15年）  | 1,020               | 1,526               | 2,546               | [ J 5 ] [ 市 2 ]    |
| 2004年（平成16年）  | 1,095               | 1,611               | 2,706               | [ J 6 ] [ 市 2 ]    |
| 2005年（平成17年）  | 1,149               | 1,637               | 2,786               | [ J 7 ] [ 市 2 ]    |
| 2006年（平成18年）  | 1,183               | 1,745               | 2,928               | [ J 8 ] [ 市 2 ]    |
| 2007年（平成19年）  | 1,068               | 1,141               | 2,209               | [ J 9 ] [ 市 3 ]    |
| 2008年（平成20年）  |                     |                     | 2,219               | [ J 10 ] [ 市 4 ]   |
| 2009年（平成21年）  |                     |                     | 2,218               | [ J 11 ] [ 市 4 ]   |
| 2010年（平成22年）  |                     |                     | 2,113               | [ J 12 ] [ 市 4 ]   |
| 2011年（平成23年）  |                     |                     | 2,115               | [ J 13 ] [ 市 4 ]   |
| 2012年（平成24年）  | 1,121               | 1,195               | 2,316               | [ J 14 ] [ 市 4 ]   |
| 2013年（平成25年）  | 1,172               | 1,260               | 2,432               | [ J 15 ] [ 市 5 ]   |
| 2014年（平成26年）  | 1,162               | 1,268               | 2,430               | [ J 16 ] [ 市 5 ]   |
| 2015年（平成27年）  | 1,172               | 1,268               | 2,440               | [ J 17 ] [ 市 5 ]   |
| 2016年（平成28年）  | 1,191               | 1,284               | 2,476               | [ J 18 ] [ 市 5 ]   |
| 2017年（平成29年）  | 1,199               | 1,290               | 2,489               | [ J 19 ] [ 市 5 ]   |
| 2018年（平成30年）  | 1,186               | 1,312               | 2,499               | [ J 20 ] [ 市 6 ]   |
| 2019年（令和元年）  | 1,159               | 1,354               | 2,514               | [ J 21 ] [ 市 6 ]   |
| 2020年（令和02年）  | 789                 | 1,158               | 1,947               | [ J 22 ] [ 市 6 ]   |
| 2021年（令和03年）  | 867                 | 1,200               | 2,067               | [ J 23 ] [ 市 6 ]   |
| 2022年（令和04年）  | 1,003               | 1,259               | 2,262               | [ J 24 ]            |
| 2023年（令和05年）  | 1,047               | 1,269               | 2,316               | [ J 1 ]             |

1日平均乗車人員（単位：人/日）

## 駅周辺

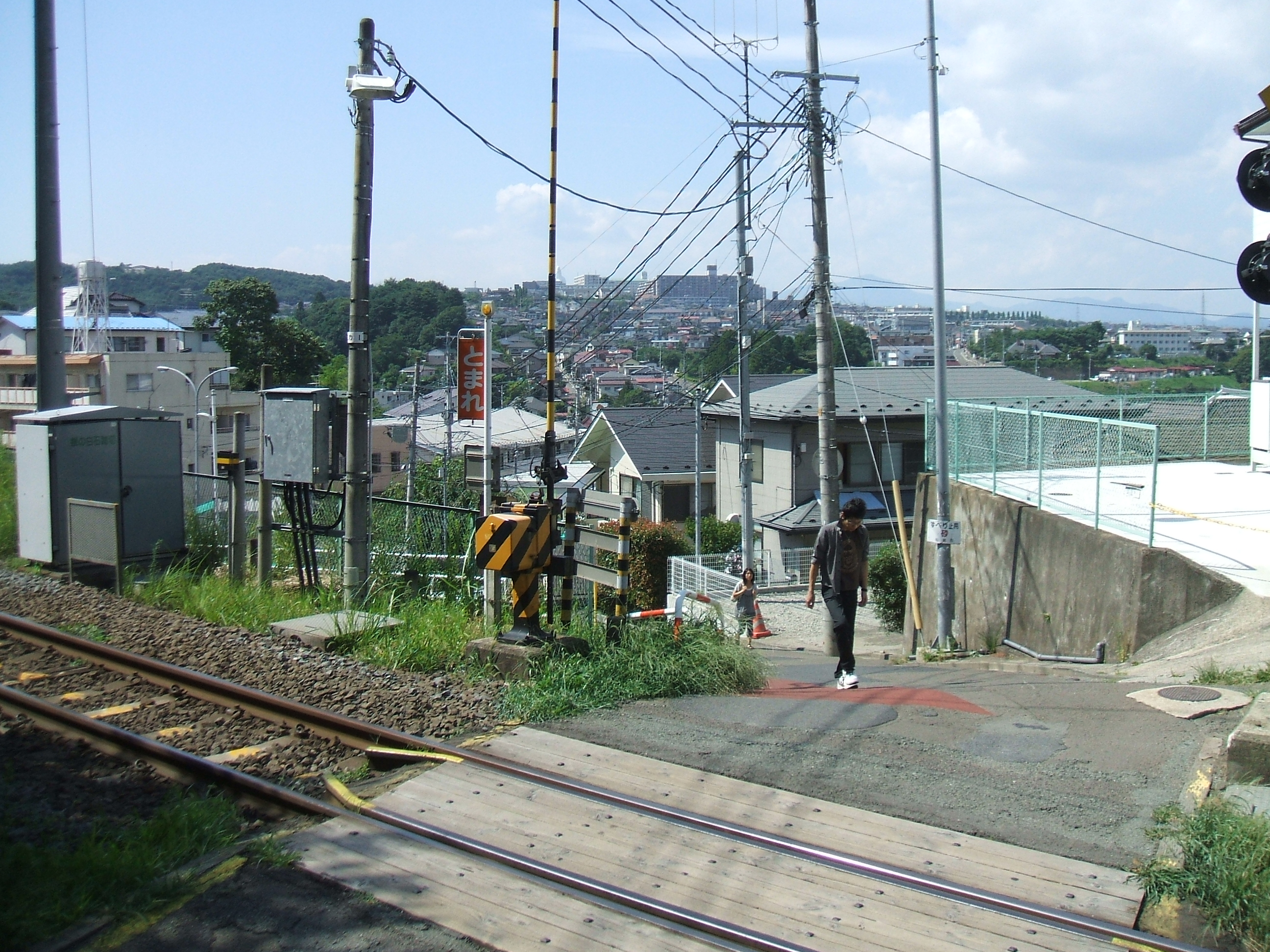
根白石街道踏切と駅北側の風景（2010年8月）

北山とは、仙台の北郊外の丘陵地の呼び名である。駅はこの山の北側斜面にある。駅の南東そばに市営の北山霊園があり、500メートルくらい離れた南と南東に寺が多くある。丘陵はほぼ全部が郊外住宅地である。
駅に通じる道は歩行者と自動車一台の通行を許す幅しかない急な坂道である。商店は坂を下りて梅田川を越えた荒巻本沢に集まっており、駅から北に約500メートル離れている。この通りをイオン仙台中山などの中山方面・仙台駅方面のバスも往来する。駅に隣接する根白石街道踏切は当初警報機のみの第3種踏切であったが、駅開業による踏切横断者数の増加により間もなく遮断機が設置された。
- 仙台荒巻郵便局
- 輪王寺
- 資福寺
- 北山霊園
- 羽黒神社
- 東北福祉大学
- 仙台市立三条中学校
- 中山ドライブスクール
- ウジエスーパー中山店

## 隣の駅
東日本旅客鉄道（JR東日本）
■仙山線
□快速・■普通
北仙台駅 - 北山駅 - 東北福祉大前駅

### 記事本文
1. 1 2 3 4  “駅の情報（北山駅）：JR東日本”.   東日本旅客鉄道. 2024年8月27日時点のオリジナルよりアーカイブ。2024年10月1日閲覧。
2. 1 2 3 4  『週刊 JR全駅・全車両基地』 23号 盛岡駅・平泉駅・山寺駅ほか74駅、朝日新聞出版〈週刊朝日百科〉、2013年1月20日、25頁。
3. 1 2  “「通報」●仙山線北山駅ほか1駅の駅員無配置について（旅客局）”. 鉄道公報 (日本国有鉄道総裁室文書課):  p. 2. (1983年12月24日)
4. ↑  「乗車駅証明書発行機を設置」『交通新聞』交通協力会、1986年10月16日、2面。
5. ↑  石野哲（編）『停車場変遷大事典 国鉄・JR編 Ⅱ』（初版）JTB、1998年10月1日、473頁。ISBN 978-4-533-02980-6。
6. ↑  『2003年10月26日（日）仙台エリアSuica（スイカ）デビュー!』（PDF）（プレスリリース）東日本旅客鉄道、2003年8月21日。オリジナルの2020年5月26日時点におけるアーカイブ。2020年5月26日閲覧。
7. ↑  『Suicaエリア外もチケットレスで! 東北エリアから「えきねっとQチケ」がはじまります』（PDF）（プレスリリース）東日本旅客鉄道、2024年7月11日。オリジナルの2024年7月11日時点におけるアーカイブ。2024年8月10日閲覧。

### 利用状況
JR東日本
1. 1 2  “各駅の乗車人員（2023年度）”.   東日本旅客鉄道. 2024年7月23日閲覧。
2. ↑  “各駅の乗車人員（2000年度）”.   東日本旅客鉄道. 2019年2月17日閲覧。
3. ↑  “各駅の乗車人員（2001年度）”.   東日本旅客鉄道. 2019年2月17日閲覧。
4. ↑  “各駅の乗車人員（2002年度）”.   東日本旅客鉄道. 2019年2月17日閲覧。
5. ↑  “各駅の乗車人員（2003年度）”.   東日本旅客鉄道. 2019年2月17日閲覧。
6. ↑  “各駅の乗車人員（2004年度）”.   東日本旅客鉄道. 2019年2月17日閲覧。
7. ↑  “各駅の乗車人員（2005年度）”.   東日本旅客鉄道. 2019年2月17日閲覧。
8. ↑  “各駅の乗車人員（2006年度）”.   東日本旅客鉄道. 2019年2月17日閲覧。
9. ↑  “各駅の乗車人員（2007年度）”.   東日本旅客鉄道. 2019年2月17日閲覧。
10. ↑  “各駅の乗車人員（2008年度）”.   東日本旅客鉄道. 2019年2月17日閲覧。
11. ↑  “各駅の乗車人員（2009年度）”.   東日本旅客鉄道. 2019年2月17日閲覧。
12. ↑  “各駅の乗車人員（2010年度）”.   東日本旅客鉄道. 2019年2月17日閲覧。
13. ↑  “各駅の乗車人員（2011年度）”.   東日本旅客鉄道. 2019年2月17日閲覧。
14. ↑  “各駅の乗車人員（2012年度）”.   東日本旅客鉄道. 2019年2月17日閲覧。
15. ↑  “各駅の乗車人員（2013年度）”.   東日本旅客鉄道. 2019年2月17日閲覧。
16. ↑  “各駅の乗車人員（2014年度）”.   東日本旅客鉄道. 2019年2月17日閲覧。
17. ↑  “各駅の乗車人員（2015年度）”.   東日本旅客鉄道. 2019年2月17日閲覧。
18. ↑  “各駅の乗車人員（2016年度）”.   東日本旅客鉄道. 2019年2月17日閲覧。
19. ↑  “各駅の乗車人員（2017年度）”.   東日本旅客鉄道. 2019年2月17日閲覧。
20. ↑  “各駅の乗車人員（2018年度）”.   東日本旅客鉄道. 2019年7月18日閲覧。
21. ↑  “各駅の乗車人員（2019年度）”.   東日本旅客鉄道. 2020年7月12日閲覧。
22. ↑  “各駅の乗車人員（2020年度）”.   東日本旅客鉄道. 2021年7月26日閲覧。
23. ↑  “各駅の乗車人員（2021年度）”.   東日本旅客鉄道. 2022年8月10日閲覧。
24. ↑  “各駅の乗車人員（2022年度）”.   東日本旅客鉄道. 2023年7月13日閲覧。

仙台市統計書
1. 1 2 3 4  “121.仙台市内JR各駅の旅客輸送状況” (xls). 仙台市統計書（平成14年版）-13.交通・運輸・通信.   仙台市. 2024年9月24日時点のオリジナルよりアーカイブ。2024年9月25日閲覧。
2. 1 2 3 4 5  “116.仙台市内JR各駅の旅客輸送状況（一日平均乗車人員）” (xls). 仙台市統計書（平成19年版）.   仙台市. 2024年9月24日時点のオリジナルよりアーカイブ。2024年9月25日閲覧。
3. ↑  “116.仙台市内JR各駅の旅客輸送状況（一日平均乗車人員）” (xls). 仙台市統計書（平成20年版）.   仙台市. 2024年9月24日時点のオリジナルよりアーカイブ。2024年9月25日閲覧。
4. 1 2 3 4 5  “107.仙台市内JR各駅の旅客輸送状況（一日平均乗車人員）” (xls). 仙台市統計書（平成25年版）.   仙台市. 2024年9月24日時点のオリジナルよりアーカイブ。2024年9月25日閲覧。
5. 1 2 3 4 5  “13-1.仙台市内JR各駅の旅客輸送状況（一日平均乗車人員）” (Excel). 仙台市統計書（平成30年版）.   仙台市. 2019年5月9日時点のオリジナルよりアーカイブ。2019年5月9日閲覧。
6. 1 2 3 4  “13-1.仙台市内JR各駅の旅客輸送状況（一日平均乗車人員）” (xlsx). 仙台市統計書（令和4年版）.   仙台市. 2024年9月24日時点のオリジナルよりアーカイブ。2024年9月25日閲覧。